# جین بارتیک
بتی جین جنینگز بارتیک (انگلیسی: Betty Jean Jennings Bartik; ۲۷ دسامبر ۱۹۲۴ – ۲۳ مارس ۲۰۱۱) یک برنامه‌نویس، ریاضی‌دان، و مهندس رایانه اهل ایالات متحده آمریکا و یکی از شش برنامه‌نویس اصلی انیاک بود.

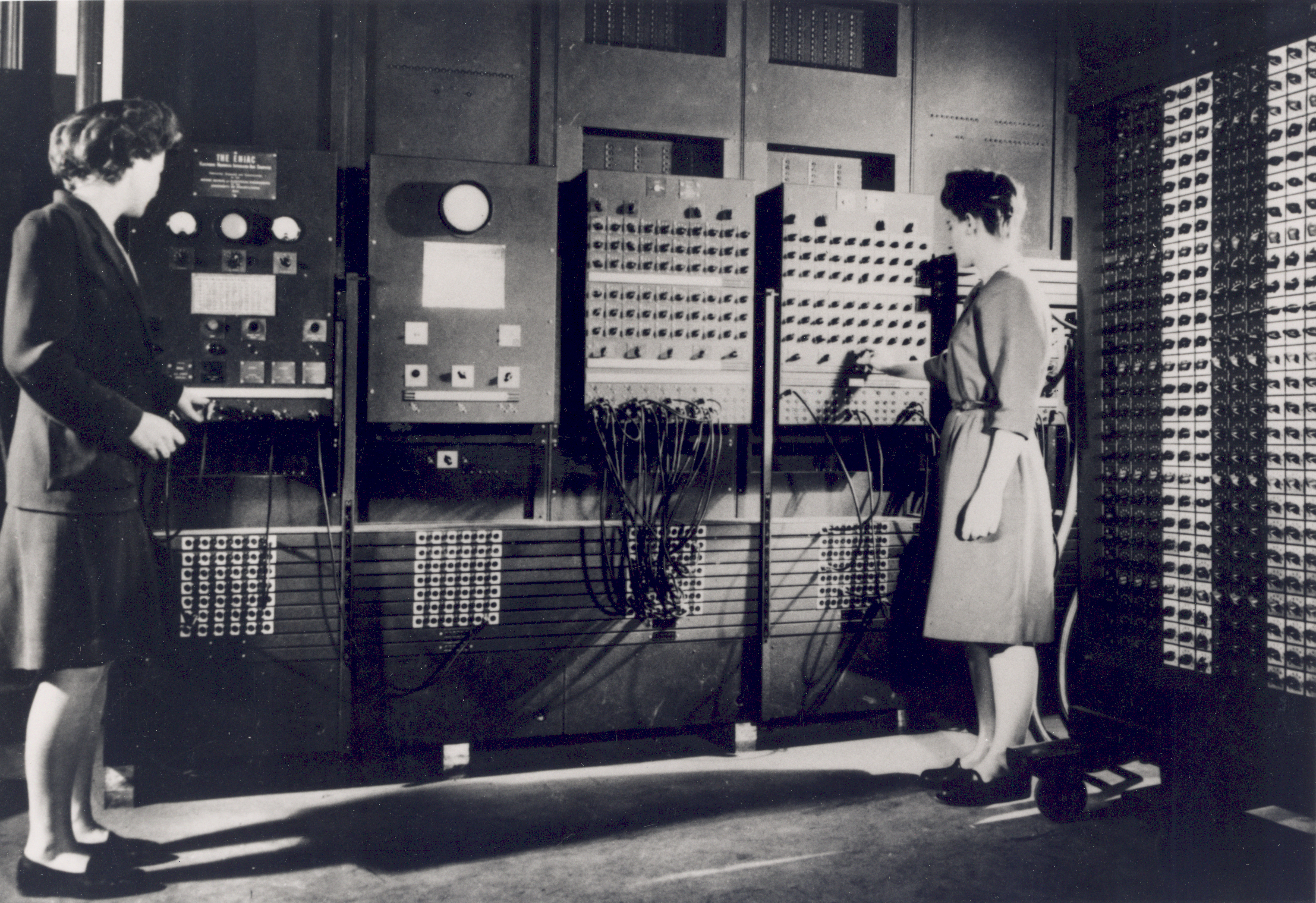
بارتیک (چپ) و فرانسیس اسپنس

بارتیک در مدرسه ریاضیات خواند و سپس در دانشگاه پنسیلوانیا شروع به کار کرد و ابتدا به صورت دستی مسیرهای بالستیک را محاسبه کرد و سپس از انیاک برای انجام این کار استفاده کرد. پنج برنامه‌نویس دیگر انیاک، بتی هالبرتن، روث تیتلبام، کاتلین انتونلی، مارلین ملتزر و فرانسیس اسپنس بودند. بارتیک و همکارانش بسیاری از اصول برنامه‌نویسی را در حین کار بر روی انیاک توسعه و تدوین کردند، زیرا این اولین رایانه در نوع خود بود. پس از تحقیقاتش در انیاک، بارتیک به کار روی رایانه اتوماتیک باینری و رایانه اتوماتیک جهانی ادامه داد و مدتی را در شرکت‌های فنی مختلف به عنوان نویسنده علوم رایانه، مدیر، مهندس و برنامه‌نویس گذراند. بارتیک سال‌های آخر عمر خود را به عنوان یک مشاور املاک گذراند و در سال ۲۰۱۱ بر اثر عوارض نارسایی و گرفتگی عروق قلب درگذشت.
چارچوب مدیریت محتوا، موضوع پیش‌فرض دروپال، بارتیک، به افتخار او نام‌گذاری شده‌است.

## زندگی اولیه و تحصیلات
بتی جین جنینگز در سال ۱۹۲۴ در شهرستان جنتری، میزوری، به دنیا آمد و ششمین فرزند از هفت فرزند خانواده بود. پدرش، ویلیام اسمیت جنینگز (۱۸۹۳–۱۹۷۱) معلم مدرسه و همچنین کشاورز، اهل آلانتوس گروو بود، مادرش، لولا می اسپاینهاور (۱۸۸۷–۱۹۸۸) اهل آلانتوس بود. جنینگز سه برادر بزرگتر، ویلیام (۱۰ ژانویه ۱۹۱۵)، رابرت (۱۵ مارس ۱۹۱۸)؛ و ریموند (۲۳ ژانویه ۱۹۲۲)؛ دو خواهر بزرگتر، اما (۱۱ اوت ۱۹۱۶) و لولو (۲۲ اوت ۱۹۱۹) و یک خواهر کوچکتر، میبل (۱۵ دسامبر ۱۹۲۸) داشت.
در کودکی، او سوار بر اسب به دیدن مادربزرگش می‌رفت، مادربزرگی که هر روز برای دختر جوان روزنامه می‌خرید و تا آخر عمر الگوی او می‌شد. او تحصیلات خود را در یک مدرسه محلی تک کلاسه آغاز کرد و به دلیل مهارتش در سافت‌بال توجه مردم محلی را به خود جلب کرد. برای تحصیل در دبیرستان، او با خواهر بزرگترش در شهر همسایه، جایی که مدرسه در آن قرار داشت، زندگی می‌کرد و سپس با وجود اینکه تنها ۱۴ سال داشت، هر روز رانندگی می‌کرد. او در سال ۱۹۴۱، در سن ۱۶ سالگی، از دبیرستان استنبری فارغ‌التحصیل شد. در مراسم فارغ‌التحصیلی‌اش عنوان «درودگر» به او داده شد.
او در کالج تربیت معلم ایالت نورث‌وست میسوری که اکنون با نام دانشگاه ایالتی نورث‌وست میسوری شناخته می‌شود، در رشته ریاضیات با گرایش فرعی زبان انگلیسی تحصیل کرد و در سال ۱۹۴۵ فارغ‌التحصیل شد. جنینگز تنها مدرک ریاضی در کلاس خود را دریافت کرد. اگرچه او در ابتدا قصد داشت روزنامه‌نگاری بخواند، اما به دلیل رابطه بد با استاد راهنمایش تصمیم گرفت رشته خود را به ریاضیات تغییر دهد. بعدها در زندگی خود، در سال ۱۹۶۷ مدرک کارشناسی ارشد زبان انگلیسی را از دانشگاه پنسیلوانیا دریافت کرد و در سال ۲۰۰۲ مدرک دکترای افتخاری از دانشگاه ایالتی نورث‌وست میسوری دریافت کرد.

## حرفه
در سال ۱۹۴۵، ارتش ایالات متحده در حال استخدام ریاضیدانان از دانشگاه‌ها برای کمک به تلاش‌های جنگی بود؛ با وجود هشدار مشاورش مبنی بر اینکه او در ارتش «چرخ‌دنده» خواهد بود و تشویق به معلم ریاضی شدن، بارتیک تصمیم گرفت یک رایانه انسانی شود. استاد حساب دیفرانسیل و انتگرال بارتیک او را تشویق کرد که در دانشگاه پنسیلوانیا شغل بگیرد، زیرا آنها یک تحلیلگر دیفرانسیل داشتند.
او در سن ۲۰ سالگی برای شرکت آی‌بی‌ام و دانشگاه پنسیلوانیا درخواست داد. اگرچه آی‌بی‌ام درخواست او را رد کرد، اما جنینگز توسط دانشگاه پنسیلوانیا استخدام شد تا برای بخش مهمات ارتش در آبردین پروو گراوند کار کند و مسیرهای پیمایش بالستیک را با دست محاسبه کند.
بارتیک در آنجا با ویلیام بارتیک، که مهندس در یکی از پروژه‌های پنتاگون در دانشگاه پنسیلوانیا آشنا شد. آنها در دسامبر ۱۹۴۶ ازدواج کردند.
وقتی انتگرال‌گیر و رایانه عددی الکترونیکی (انیاک) برای محاسبه مسیرهای بالستیک که رایانه‌های انسانی مانند بارتیک با دست انجام می‌دادند، توسعه داده شد، او برای عضویت در پروژه درخواست داد و در نهایت به عنوان یکی از اولین برنامه‌نویسان آن انتخاب شد. از بارتیک خواسته شد بدون آموزش هیچ تکنیکی، مسائلی را برای انیاک طرح کند.
بارتیک و پنج زن دیگر (بتی هالبرتن، مارلین ملتزر، کاتلین انتونلی، روث تیتلبام و فرانسیس اسپنس) به عنوان برنامه‌نویسان اصلی انیاک انتخاب شدند. آنها به عنوان «شش نفر شگفت‌انگیز» شناخته می‌شدند. بسیاری از زنان دیگر که اغلب ناشناخته هستند، در دوره کمبود نیروی کار مردان در زمان جنگ، به انیاک کمک کردند.

## اواخر زندگی
بارتیک پس از اخذ مدرک کارشناسی ارشد از دانشگاه پنسیلوانیا در سال ۱۹۶۷ و تصمیم به طلاق از همسرش، به انتشارات سی‌آرسی پیوست و به نوشتن و ویرایش گزارش‌های فنی در مورد مینی‌رایانه‌ها پرداخت. بارتیک به مدت هشت سال در انتشارات سی‌آرسی ماند و سپس در بقیه دوران کاری خود به عنوان مدیر، نویسنده و مهندس، در شرکت‌های مختلف مشغول به کار شد. ژان بارتیک و ویلیام بارتیک تا سال ۱۹۶۸ از هم جدا شدند. بارتیک در نهایت در سال ۱۹۸۶، زمانی که آخرین شرکتی که در آن مشغول کار بود، انتشارات زیف-دیویس (Data Decisions) فروخته شد، از صنعت محاسبات بازنشسته شد. بارتیک ۲۵ سال بعد را به عنوان مشاور املاک گذراند.
بارتیک در ۲۳ مارس ۲۰۱۱ در سن ۸۶ سالگی بر اثر نارسایی احتقانی قلب در خانه سالمندان پوکیپسی، نیویورک درگذشت.